# Gunungtiga (Belik)
Gunungtiga is een bestuurslaag in het regentschap Pemalang van de provincie Midden-Java, Indonesië. Gunungtiga telt 2693 inwoners (volkstelling 2010).